# Veronica Hart
Veronica Hart (eredetileg Jane Esther Hamilton) (Las Vegas, Nevada, 1956. október 27. –) amerikai színpadi színésznő, majd pornószínésznő, pornófilm-rendező, producer. 1980–84 között több magas színvonalú, igényes kivitelű pornófilm mellékszerepeit, és több közepes pornófilm főszerepét játszotta. 1984 után kiszállt a hardcore szereplésből, azóta csak finomabb erotikus és szexmentes (mainstream) játékfilmekben vállal szerepeket, emellett igényes pornófilmek rendezőjeként is sikereket ért el. Jelenleg is a pornó filmiparban dolgozik, a rendezés mellett pornószereplők toborzásával, kiválasztásával, képzésével, és minősítéssel foglalkozik. Szerepeivel, majd rendezéseivel is több díjat nyert. Szerepel az AVN és az XRCO „dicsőségtábláin” (Hall of Fame). Filmrendezőként valódi nevén jegyzik, színésznőként változatos álneveket használ, hardcore pornószerepeit a legjobban ismert Veronica Hart művésznév alatt alakította.

## Tanulmányai, első próbálkozásai
Jane Esther Hamilton a nevadai Las Vegasban született 1956. október 27-én, itt is nőtt fel. Már 15 évesen amatőr színpadi előadásokon lépett fel, szavalt, táncolt, énekelt. „Igazi” színésznőnek készült. A Western High School-ban végezte a középiskolát, majd a Las Vegas-i Nevada Állami Egyetemen (UNLV) tanult színészetet.
1978-ban kapta első erotikus filmszerepét, a Woman in Love: A Story of Madame Bovary c. pornófilmben, Vanessa del Rio és Samantha Fox mellett egy kisebb szerepet kapott, ő volt a Ron Jeremy által alakított fényképész modellje.
1976-ban kapott színházművészi BA diplomát. Vizsgaelőadásán évfolyamtársaival a Federico García Lorca Bernarda Alba háza c. drámáját adták elő. Végzés után Nagy-Britanniába utazott, ahol 3 éven keresztül próbált normál (mainstream) színházi színészként érvényesülni, közben fotómodellként is dolgozott, utóbbi szakmában sikeresebbnek bizonyult. Egy alkalommal kisebb baleset érte, forró kávéval öntötte le a hasát, ennek nyomai megmaradtak. (Későbbi szexfilmjeiben emiatt ritkán mutatkozott teljesen meztelenül, legtöbbször szexi fehérneműt viselt, hogy sérüléseinek nyomát diszkréten elrejtse).
1979-ben visszatért az Egyesült Államokba. New Yorkba költözött, itt is színházi színésznek szerződött. Néhány kisebb darabban szerepelt, így a The Dyke and the Porn Star, a Wait Until Dark („Várj, míg sötét lesz”) c. komédiákban, sőt Harold Pinter Születésnap (Birthday Party)-jában (itt Lulu szerepében), de színházi próbálkozásai alapvetően sikertelenek maradtak. Konfliktusba került a rendezőkkel, elveszítette szerződéseit. Végül megélhetést keresve titkárnői állást vállalt a Psychology Today szakfolyóiratnál. Heti 100 dollárt keresett, ami New Yorkban csak szűkös megélhetéshez volt elég, így időnként éjszakai szexlokálokban – saját fiúbarátjával – live-show jeleneteket is előadott. Szállásadója, Roy Stewart producer – látva Veronica modellfotóit – rávette, próbálkozzon meg a jól fizető pornószínészettel, és be is vitte őt a pornófilm-miliőbe.

## Pornószínésznői pályája
1980-ban Veronica megkapta első pornográf filmszerepét, a Bill Milling rendezte A Scent of Heather c. filmben, Vanessa del Rio és Paul Thomas mellett. A film ismertté tette nevét a pornográf filmvilágban. Ettől kezdve folyamatosan kapta a szerepeket. 1980-ban további 8 pornófilmben szerepelt, legtöbbet közülük Leonard Kirtman rendezte, Seka főszereplésével (Confessions of Seka, Princess Seka, The Seduction of Cindy), emellett szerepelt a Midnight Blue 2-ben, Linda Lovelace-szal és Carol Connors-szal, az 1972-es nagy sikerű Mély torok (Deep Throat) sztárjaival. A nagy sztárokkal forgatott filmekben mellékszerepet kapott. Egyik kritikusa úgy jellemezte Veronica pornószínésznői karrierjét, hogy „nagy filmekben kis szerepeket, kis filmekben nagy szerepeket kapott.”
1981-ben 14 filmszerepet kapott, köztük Leonard Kirtman Tara Tara Tara c. filmjében, ismét másodhegedűsként a főszereplő Seka árnyékában. Viszont látványos főszerepeket kapott Gary Graver Amanda by Night c. filmjében, Samantha Fox, Jamie Gillis, Ron Jeremy és Lisa De Leeuw (1958–1993) mellett, és a Roommates-ben, Samantha Fox-szal. E két filmszerep sikere tette Veronica Hartot első vonalbeli, „jegyzett” pornósztárrá.
1982-ben több főszerephez jutott. A Center Spread Girls-ban Lisa De Leeuw és Annette Haven mellett a veterán Georgina Spelvinnel, a legendás The Devil in Miss Jones főszereplőjével együtt játszott. A Society Affairs-ben Harry Reems partnere volt. A Between the Sheets-ben ismét Seka mögé szorult, a The Playgirl-ben és a nagy sikerű Wanda Whips Wall Street-ben ismét ő volt fő sztár. 1983-ban főleg mellékszerepeket kapott, csak a Litte Girls Lost-ban, A Girl's Best Friend-ben és a Dixie Ray Hollywood Star-ban játszott főszerepeket, utóbbi kettőben Juliet Andersonnal együtt.
1984-ben az Év Pornószínésznője verseny döntőjében Tanya Lawsonnal mérkőzött. A négy-szereplős Electric Blue 10-ben Ginger Lynn-nel és Dee Boherrel együtt „nyűtte” az egyetlen fiút, Marc Wallice-t. Az Arthur Greenstands által rendezett Stocks and Blondes-ban viszont egyetlen nőként kerekedett a három férfi szereplő fölé. 1985-ben a Super Seka két-szereplős produkcióban Veronica (Jamie Gillis partnereként) maga személyesítette meg vetélytársát, Sekát.

## Filmszínészi és filmrendezői pályája
1984-ben, 28 éves korában Veronica Hart kiszállt a hardcore filmszereplésből. Erotikus (szoftcore) és hardcore filmekben továbbra is vállalt kisebb-nagyobb (nem-szex) szerepeket, emellett kisebb megjelenéseket a háttérben, ún. cameo-megjelenéseket mind pornográf, mind mainstream játékfilmekben. Színésznőként változatos álneveken, de leggyakrabban a bevált, jól ismert Veronica Hart művésznevén szerepel.
A kemény pornószereplés után maga kezdett pornófilmeket és erotikus filmeket rendezni. Filmrendezőként saját nevét, a Jane Esther Hamiltont használja. Saját magánéletének problémái (válás, gyermekelhelyezés) ihlették az 1997-es Boogie Nights film történetét és karaktereit (rendező Paul Thomas Anderson). Veronica a családjogi bírónőt játssza, a gyermekért küzdő peres feleket Julianne Moore és John Doe. Veronica kisebb szerepet kapott még Paul Thomas Anderson egy másik filmjében, az 1999-ben készült Magnoliában, Jessica Moore-ral, William H. Macy-vel, Tom Cruise-zal, Jason Robards-szal és Alfred Molinával.  
Michael Ninn rendező 1995-ben készült Latex c. „pornó–sci-fi–horror” műfajú DVD-filmjében Veronica Hart 39 évesen ismét egy hardcore szerepet vállalt kortársnőivel, Kelly Nichols-szal és Debi Diamonddal együtt, több fiatal sztárok mellett. Jane Esther Hamilton nemcsak rendezőként, hanem producerként is dolgozik, (Michael Ninn rendező valamennyi filmjének ő volt a producere). Hamilton és Ninn közös animációs filmkészítő vállalatot alapítottak, Hope Ranch néven, itt készült többek között Playboy’s Dark Justice animációs sorozat.
Jane Esther Hamiltont, melléknevén „Lady Eroticát” a pornófilmipar 50 legbefolyásosabb személyiségei közé sorolják. Számos saját hardcore pornófilmnek volt rendezője és producere is, főleg a VCA Video számára. Ő készítette a veterán Marilyn Chambers és Ginger Lynn „comeback” videófilmjeit. A Ginger Lynn-ről szóló Torn c. film 2009-ben elnyerte a legjobb videófilmnek járó XRCO-díjat. Esther Hamilton aktívan részt vesz friss pornószínészek toborzásában, válogatásában, betanításában is.
A politikai életben is részt vesz, a Szabad Szólás Szövetségének (Free Speech Coalition) vezetőségi tagja, ahol a pornográfia szabadabb terjesztéséért száll síkra. Magánéletében több, közelebbről nem ismert kapcsolat után jelenleg családanya, két fiú anyja.

## Testi adatai (aktív éveiben)
Testmagassága 168,0 cm (5 láb és 6’’) Testsúlya (aktív színésznőként) 55 kg (122 font). Testméretei 91,5D–68,5–96,5 cm (36D-27-38 ’’), szeme kék, haja gesztenyebarna, keblei természetesek, megjelenése angol, skót, walesi, ír felmenőkre utal.

## Televíziós megjelenései
- Six Feet Under (televíziós sorozat), Jean Louise Macarthur szerepében, Viveca St. John művésznéven, az An Open Book c. epizódban, 2001.
- Lady Chatterly’s Stories, Amy szerepében, Jane Hamilton néven, a The Manuscript c. epizódban, 2001.
- This Life c. sorozat First Years blokkjában, Lola szerepében, a Porn in the U.S.A. c. epizódban, 2001.

## Díjai, jelöltségei
| - 1981 : AFAA-díj a legjobb színésznőnek, az Amanda by Night-ban - 1982 : AFAA-díj a legjobb színésznőnek, a Roommates-ban - 1982 : AFAA-díj a legjobb mellékszereplőnek, a Foxtrot-ban - 1982 : CAFA-díj a legjobb színésznőnek, a Roommates-ben - 1996 : AVN-díj a legjobb nem-szex szereplőnek, a Nylon-ban - Az AVN „dicsőségtáblája” (AVN Hall of Fame). - A Hustler magazin dicsőség-sétánya (Hustler Walk of Fame). - Legends of Erotica cím. - Az XRCO „dicsőségtáblája” (XRCO Hall of Fame). | - 2001 : AVN-díj a legjobb filmrendezőnek, a White Lightning videofimért - 2002 : AVN-díj a legjobb filmrendezőnek, a Taken filmért - 2003 : AVN-díj a legjobb filmrendezőnek, a Crime and Passion videofilmért - 2004 : AVN-díj a legjobb filmrendezőnek, a Barbara Broadcast Too filmért - 2005 : AVN-díj a legjobb filmrendezőnek, a Misty Beethoven: The Musical filmjéért - 2006 : AVN-díj a legjobb nem-szex szereplőnek az Eternity-ben - 2007 : AVN-díj a legjobb nem-szex szereplőnek a Sex Pix-ben - 2008 : AVN-díj a legjobb nem-szex szereplőnek a Delilah-ban - 2009 : AVN-díj a legjobb nem-szex szereplőnek a Roller Dollz-ban |  |